# IC 1067
IC 1067  ist eine Balken-Spiralgalaxie vom Hubble-Typ SBb im Sternbild Virgo am Nordsternhimmel und ist schätzungsweise 71 Millionen Lichtjahre von der Milchstraße entfernt. 
Entdeckt wurde das Objekt am 28. Mai 1891 von Stéphane Javelle.